# بنان الطنطاوي
 بنان علي الطنطاوي «أم أيمن» (1362  - 1401 هـ / 1943 - 1981م) داعية إسلامية سورية مؤثرة، وكاتبة أديبة، من رائدات العمل الإسلامي المعاصر في الشام وأوربا. كانت مُتقنةً للألمانية، وعلى معرفة جيدة بالفرنسية والإنكليزية. اغتالتها المخابرات السورية في ألمانيا. وهي ابنة الشيخ علي الطنطاوي، وزوجة الداعية الإسلامي عصام العطار، وأعمامها: القاضي الشاعر ناجي الطنطاوي، والدكتور في الرياضيات عبد الغني الطنطاوي، والفيزيائي الأديب محمد سعيد الطنطاوي. وابنتها الداعية هادية العطار، وحفيدتها الناشطة القانونية هدى عابدين، وخال أبيها محب الدين الخطيب.

## ولادتها وسيرتها
وُلدت بنان بنت علي بن مصطفى الطنطاوي في دمشقَ في بيت دين وصلاح وعلم وأدب، يوم الأحد 19 جُمادى الأُولى 1362هـ الموافق 23 مايو 1943م، وتتلمذت على والدها علي الطنطاوي، وعلى زوجها الداعية والمراقب العام الأسبق للإخوان المسلمين في سورية عصام العطار، الذي تزوَّجها سنة 1377 هـ / 1958م، فشاركته العملَ الدَّعويَّ والكتابة والمحاضرة، وكانت نعمَ المعينُ له في السرَّاء والضرَّاء.
مُنعَت معه من دخول بلدها عام 1964م، واستقرَّا معًا في مدينة (آخن) بألمانيا، ونشِطا هناك في الدعوة والعمل الثقافي، إلى أن اغتِيلَت، وقضَت نحبَها.

## مواقفها
كتبت لزوجها عام 1381 هـ/ 1961م تقول له: «عندما رفضتَ في سبيل الله المناصبَ والوِزارات، أصبحتَ في نفسي أكبرَ من المناصبِ والوِزارات، ومن كلِّ بهارج الدنيا، فسِر في طريقك الإسلامي الحرِّ المستقلِّ كما تحبُّ، فسأكون معك على الدَّوام، ولن يكونَ هناك من شيء أجلَّ في عيني، ولا أحبَّ إلى قلبي، ولا أثلجَ لصدري من أن أعيشَ معكَ (أبسطَ) حياة وأصعبَها وأخطرَها في أيِّ مكان من الأمكنة، أو وقت من الأوقات، أو ظرف من الظروف، ما دامَ هذا كلُّه في سبيل الله عزَّ وجلَّ، ومن أجل مصلحة الإسلام والمسلمين».
وكتبت له حينما أصابه الشللُ في بروكسل، وهو مشرَّدٌ في ديار الغرب: «لا تحزن يا عصام، إنك إن عَجَزتَ عن السَّير سِرتَ بأقدامنا، وإن عَجَزتَ عن الكتابة كتبتَ بأيدينا، تابع طريقَك الإسلاميَّ المستقلَّ المتميِّزَ الذي سلكتَه وآمنتَ به، فنحن معكَ على الدَّوام، نأكلُ معك إن اضطُررنا الخبزَ اليابس، وننام معك تحتَ خيمة من الخيام. ولا أحبُّك وأُعجَبُ بك يا عصامُ لأنني أرى مِن ورائك الناس، ولكن أحبُّك وأُعجَبُ بك لأنك تستطيع أن تقفَ مع الحقِّ على الدَّوام، ولو تخلَّى عنك من أجل ذلك أقربُ الناس».
وصفت صلتَها بزوجها في تعليق لها على أحد مقاطع قصيدته (ثورة الحق) قالت فيه: «وهذه الأبياتُ تعبِّر عمَّا في نفسي أيضًا كما تعبِّر عمَّا في نفس عصام، فنحن والحمدُ لله زوجان، وصديقا قلب وفكر، ورفيقا عقيدة وجهاد».

## صفاتها
كانت تقيةً صالحة، ذات حماسة للدعوة وخدمة الآخرين، مثقفة وأديبة، وخطيبة بليغة.
وصفَتها ابنتُها الأستاذة الداعية هادية العطار بكلمات معبِّرة موجَزة قالت فيها: «كانت أمي رحمها الله تعالى تُكثر من قراءة القرآن، وتُكثر من الدعاء، وكانت تقرأ بفهم وتدبُّر، وخشوع وتأثُّر، وكنَّا نراها أحيانًا وهي مستغرقةٌ في تلاوة القرآن، فنرى الدموعَ تفيض من عينيها على خَدَّيها وصدرها».
ووصفها زوجها عصام العطار بقوله: «لم تحمِل في قلبها وفكرها همومَ بلدها وأهلها وأخواتها وإخوتها فحسب، بل حَمَلَت مع ذلك همومَ عالمها العربي والإسلامي، وهمومَ الإنسانية والإنسان أَنَّى كان هذا الإنسان، وفاضت في قلبها الرحمةُ فشَمِلَت سائرَ المخلوقات، وكم رأيتُها تبكي لمآسي ناسٍ لا نعرفهم في بلادٍ لا نعرفها.. كانت تعرفني وتفهمني وتُحِسّ بي إحساسًا عجيبًا كأنها تسكن في داخلي، وتعيش معي مشاعري وخواطري، ولو لم أنبِسْ ببنت شفة. كانت تستطيع بنظرةٍ واحدة خاطفة أن تستشفَّ ما يدور في خَلَدي، وأن تعرفَ إن كنتُ في أعماق نفسي حزينًا أو مسرورًا، مشغولَ البال أو مُطمئنَّ النفس، وكانت وهي شريكةُ حياتي كلها تستطيع أن تُقدِّرَ دون سؤال أسبابَ ما أنطوي عليه من سرور أو حُزن، ومن طُمَأنينة أو قلق، وما كان أقدرَها عند ذلك على أن تُحيطَني من محبَّتها وفهمها ومشاركتها الوِجدانية العميقة الصادقة في ظروفنا المختلفة الصعبة بكلّ ما يُسرِّي عن النفس، ويُجدِّد العزم والنشاط، ويُعين على متابعة الطريق مهما كانت المصاعبُ والظروف. كانت قادرةً على أن تسْتَنْبتَ أزاهيرَ سرورٍ في أراضي الأحزان، وتوفّر لنا لحظات مُتَع بريئة في زَحْمة الواجبات والأعمال، وأن تحوِّلَ غرفًا حقيرة سكنَّاها إلى ما هو أحلى من قصور، وأن تجعلَ سعادةً غريبة تسكُن معنا وتعيش بيننا حيث سكنَّا من البلدان، وكثيرًا ما شعرنا في غُرفنا الحقيرة بهذه السعادة الغامرة، وبنشوة الاستعلاء على الشدائد والمُغرِيات في سبيل الله عزََ وجلَّ. كان القرآنُ حياتها وباعثها، ودليلها وهاديها في مختلِف مشاعرها ومواقفها وخطواتها، وكان حِصْنها الحصين، وملجأها الأمين، عندما كانت تُطْبِقُ علينا في بعض أيامنا الظلمات، وتعصِفُ حولنا العواصف، وتطرُق أبوابنا المخاوفُ والمخاطر، فلا يكون أحدٌ في الدنيا أكثرَ منها -وهي تعتصم بالإيمان والقرآن- طُمَأنينةً وأمنًا، ولا قدرةً على الثبات والصبر، وعلى تحدِّي الطاغوت ولو ملأ بطُغيانه الدنيا».

بنان الطنطاوي مع زوجها عصام العطار، وولديهما هادية وأيمن

## كتبها
- دور المرأة المسلمة.
- قبَسات، ج1، وهي مقالاتها المنشورة في صحيفة الرائد.
- كلمات صغيرة[8]

## اغتيالها
تعود قصة اغتيال بنان الطنطاوي إلى العام 1981، كانت تقيم وزوجها المعارض لنظام الرئيس السوري حافظ الأسد، وقتذاك، في مدينة (آخن) في ألمانيا، وتتخذ وزوجُها كلَّ إجراءات الأمن والحماية؛ مخافةَ أن تصلَ إليهما عناصرُ الاستخبارات السورية لتنفيذ عملية اغتيال بحقّهما.
في صباح يوم الثلاثاء 11 جمادى الأولى 1401 هـ الموافق 17 مارس 1981 قام مسلَّحون باقتحام شقة عصام العطار، لتنفيذ مخطَّط وضعته المخابرات السورية لاغتياله، ولمَّا لم يكن في البيت استهدفوا زوجتَه بنان بخمس رصاصات أردَتها قتيلة. وصُلِّيَ عليها ودُفنت في آخن.

قال مَلِكٌ عربي لمسؤول كبير جدًّا في سورية: نحن نفهم أن تقتلوا عصام العطار، أما أن تقتلوا زوجته..!! فأجابه المسؤولُ الكبير في ذلك الحين: نحن لم نقتل عصام العطار كما أردنا، ولكننا أصَبْناه في مقتل؛ لقد قطَعْنا بقتل زوجته بنان يدَه ورجلَه، ولن يستطيعَ بعدها أن يتحرَّك كما يتحرَّك، وأن يعملَ كما يعمل!

صورة قبر بنان الطنطاوي ويظهر عليه بوضوح تاريخ الميلاد والوفاة.

## رثاؤها
بعد اغتيالها بكاها والدُها الشيخ علي الطنطاوي زمنًا طويلًا في برامجه التِّلفازية في السعودية، وفي مقالاته الصحفية، وبقي حزينًا عليها إلى وفاته.
ورثاها زوجُها عصام العطار بقصيدة طويلة مؤثِّرة، صدرَت في ديوان صغير بعنوان (رحيل)، مطلعُها:
وفيها يقول:
ورثاها زوجُها أيضًا بقصيدة من أربعة مقاطعَ، مطلعُها:
وفي مقطع آخرَ منها يقول:
ذكر الأستاذُ عصام ما جرَّته وفاتُها من أحزان وآلام اعتصرت قلبَه وقلبَ أبيها، في معرض حديثه عن صلته بالشيخ علي الطنطاوي، قال: «وقد بلغت محبَّةُ علي الطنطاوي لي، وثقتُه بي، وبلغت أخوَّتُنا وصداقتُنا ذُروتَها العاليةَ عندما اختارني زوجًا لابنته بنان، وتجاوزت هذه الأخوَّةُ والصداقةُ كلَّ ذُروة من الذُّرا عندما استُشهِدَت بنانُ الحبيبة.. فالتقت منه ومنِّي إلى الأبد جراحٌ بجراح، ودموعٌ بدموع، وذكرياتٌ بذكريات، ودعَواتٌ بدعَوات.
ولم تندمِل قطُّ جراحُ علي الطنطاوي لفَقْد بنان، ولم تندمِل جراحي، ولم يرقأ دمعُه ولم يرقأ دمعي، ولم يسكُت حزنُه ولم يسكُت حزني، إلى أن اختارَه الله إلى جِواره».

## الملاحظات
1. ↑  كلُّ من ترجم لها جعل تاريخ ولادتها بالهجري 1364 وهو خطأ! صوابه 1362، والتصحيح من شاهدة قبرها، فقد نُقشَ التاريخ الميلادي عليها بدقة: 23/ 5/ 1943م ويوافقه بالهجري 19 جُمادى الأُولى 1362هـ.

## وصلات خارجية
- (فيديو): وثائقي من قناة الجزيرة عن اغتيال بنان الطنطاوي
- (فيديو): اغتيال بنان الطنطاوي - موسوعة سوريا السياسية
- بنان الطنطاوي في ذكرى استشهادها: فصل من تاريخ جرائم حافظ الأسد!
- (قناة العربية): هذه أول امرأة يغتالها الأسد بالرصاص ودعساً بالقدمين!